# Île de France (trein)
De Ile de France was een Europese internationale trein voor de verbinding Amsterdam - Parijs. De 'Ile de France' is vernoemd naar de Franse regio Île-de-France, de regio rond Parijs. De trein volgt de route van de vooroorlogse Étoile du Nord.

## Geschiedenis
De Ile de France was een van de treinen waarmee het TEE-net in 1957 van start ging. Het betrof de "spiegel" van de Étoile du Nord. De Ile de France vertrok 's morgens uit Parijs en 's avonds uit Amsterdam terwijl de Étoile du Nord 's morgens uit Amsterdam vertrok en 's avonds uit Parijs.

## Trans Europ Express

### Rollend materieel
De treindienst werd tot augustus 1964 verzorgd door de RGP 825-treinstellen van de SNCF. Daarna is overgestapt op elektrische tractie met getrokken rijtuigen.

#### Tractie
Als locomotieven zijn de Franse CC 40100-meersysteemlocomotieven en de technisch bijna identieke Belgische reeks 18 ingezet. De standaard tractie was echter de Belgische meersysteemlocomotief van de Reeks 15, die doorgaand van Amsterdam tot Parijs v.v. de rit verzorgde. Als er geen reeks 15 beschikbaar was, werd tussen Brussel en Amsterdam gebruikgemaakt van diesellocomotieven reeks 51

#### Rijtuigen
Als rijtuigen werden Franse Inox-rijtuigen van het type PBA (Parijs Brussel Amsterdam) ingezet. Deze rijtuigen waren deels ondergebracht bij de SNCF en deels bij de NMBS.

### Route en dienstregeling
De TEE Île de France startte op 2 juni 1957 met nummers TEE 103 (Amsterdam - Parijs) en TEE 148 (Parijs - Amsterdam). Op 28 mei 1967 wordt de trein omgenummerd, TEE 103 krijgt nummer TEE 71 en TEE 148 krijgt nummer TEE 74. Op 23 mei 1971 vond een Europese hernummering plaats waarbij de TEE's tussen Amsterdam en Parijs doorlopend van 80 tot en met 87 genummerd werden. De even nummers rijden van noord naar zuid, de oneven nummers van zuid naar noord. Binnen deze reeks kreeg TEE Île de France de nummers TEE 81 en TEE 86.
| TEE 86 | land      | station        | km  | TEE 81 |
| ------ | --------- | -------------- | --- | ------ |
| 18:02  | Nederland | Amsterdam CS   | 0   | 12:28  |
| 18:40  | Nederland | Den Haag HS    | 63  | 11:46  |
| 18:56  | Nederland | Rotterdam CS   | 86  | 11:29  |
| 19:33  | Nederland | Roosendaal     | 144 | 10:50  |
| 19:57  | België    | Antwerpen Oost | 183 | 10:25  |
| 20:26  | België    | Brussel Noord  | 227 | 09:55  |
| 20:32  | België    | Brussel Zuid   | 233 | 09:43  |
| **:**  | België    | Mons           | 288 | **:**  |
| **:**  | Frankrijk | St Quentin     | 389 | **:**  |
| 23:04  | Frankrijk | Parijs Noord   | 543 | 07:23  |

In 1974 zijn nog twee extra TEE's tussen Brussel en Parijs ingezet. De nummering is toen herzien in volgorde van vertrek, zodat de TEE Île de France op 29 september 1974, als laatste verbinding van de dag, nummer TEE 88 kreeg. Op 1 juni 1975 werd de stop in Antwerpen Oost vervangen door Berchem. Op 3 juni 1984 werd het aantal verbindingen tussen Brussel en Parijs weer beperkt tot vier en werd de TEE Île de France ingekort tot Parijs - Brussel onder de nummers TEE 85 en TEE 80.

## EuroCity

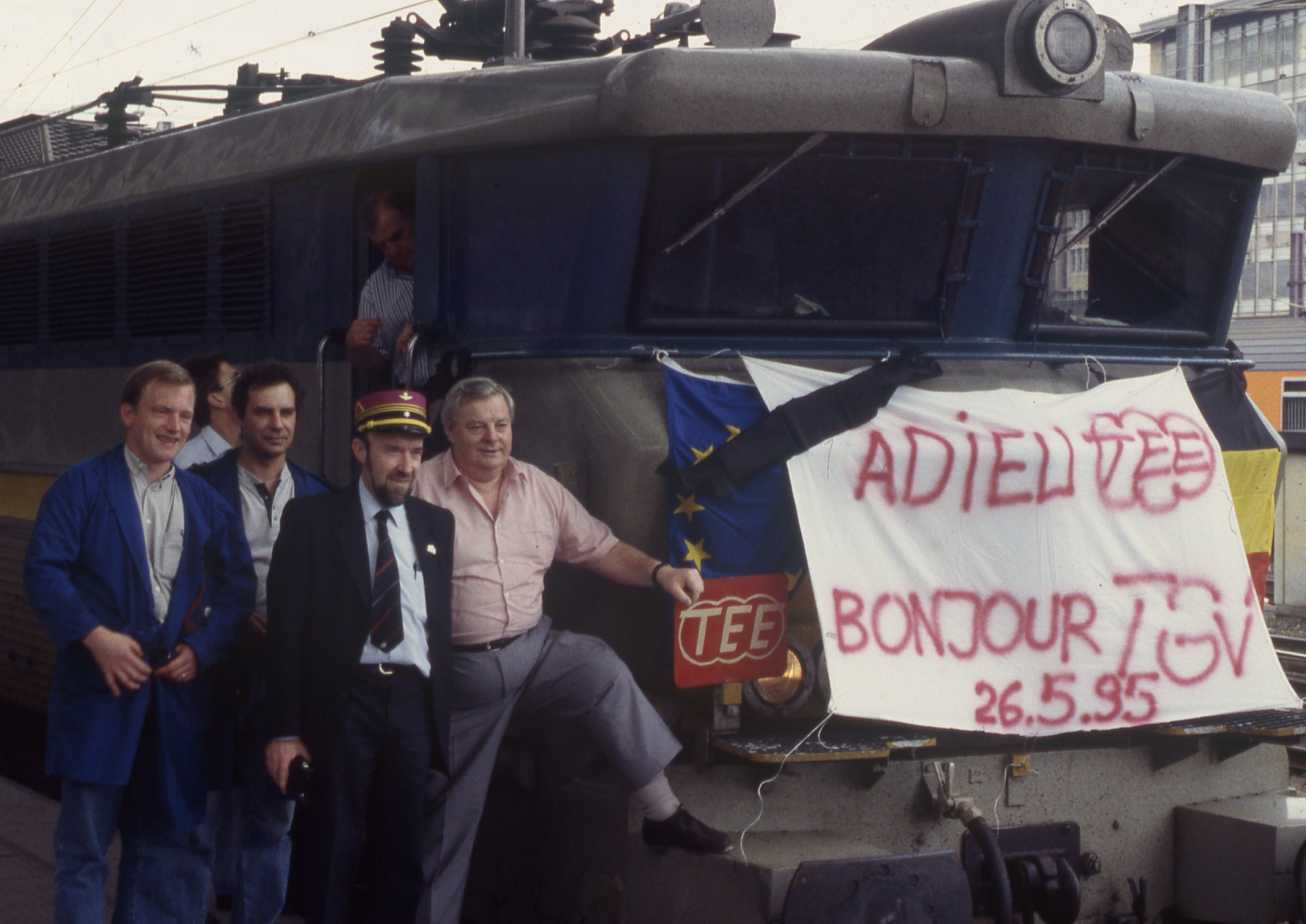
Een informeel afscheidsceremonie voor TEE 85

Vanaf 31 mei 1987 is de dienst, tot 23 mei 1993, voortgezet als EuroCity. De Inox-rijtuigen type PBA zijn deels omgebouwd tot tweedeklasrijtuigen. Behalve een tweedeklasinterieur werd aan de buitenkant de rode band met het opschrift Trans Europ Express vervangen door een groene band. Vanaf 23 mei 1993 reed de trein weer als TEE. TEE 80 reed tot de opening van de LGV-Nord / Thalys op 23 januari 1995. TEE 85 reed op 26 mei 1995 voor het laatst.